# Heather Donahue

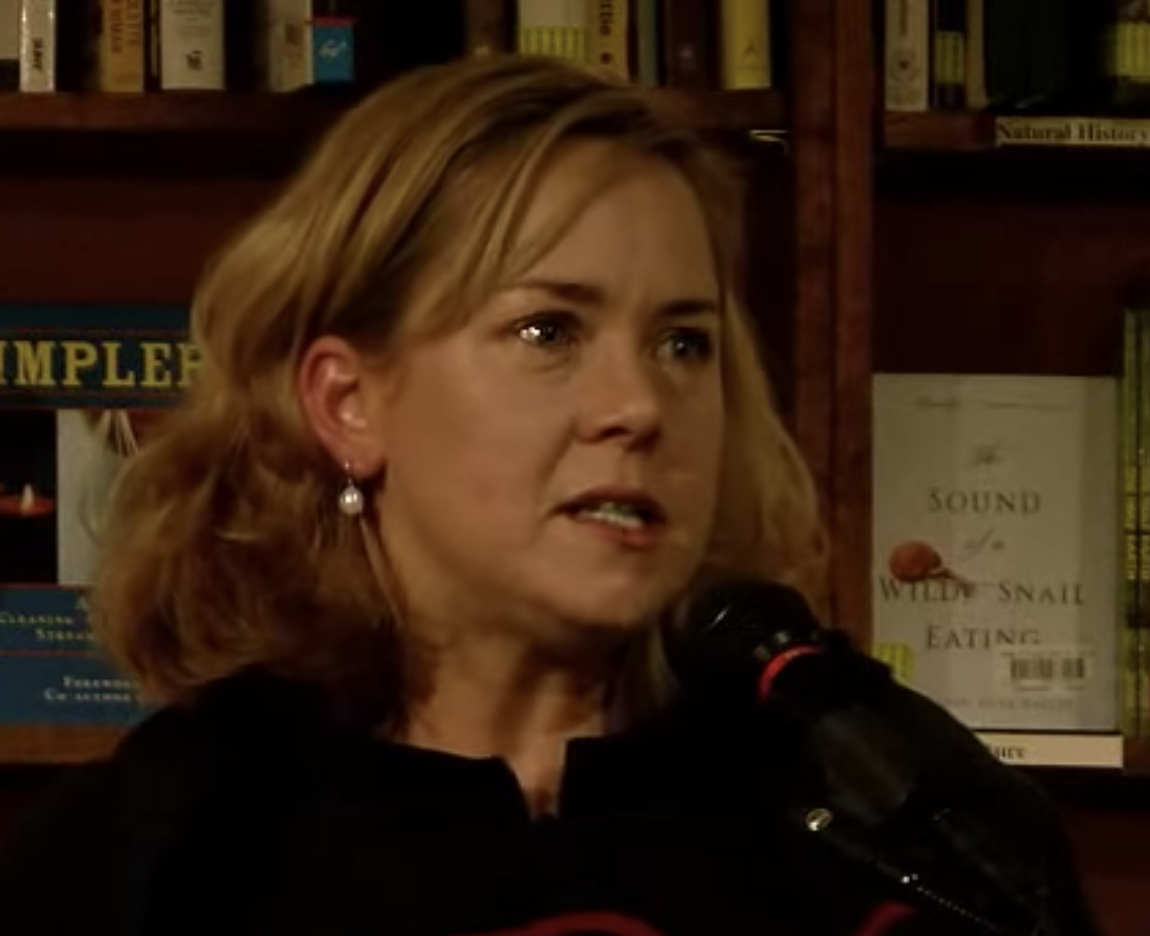
Heather Donahue (2012)

Heather Donahue (* 22. Dezember 1974 in Upper Darby, Pennsylvania) ist eine ehemalige US-amerikanische Schauspielerin, die vor allem durch ihre Rolle in dem Film Blair Witch Project von 1999 bekannt wurde. Die deutschsprachige Hauptrolle der Heather in dem Film wurde von Veronika Neugebauer synchronisiert.

## Karriere
Nach ihrem Durchbruch mit Blair Witch Project folgten mehrere kleinere Rollen beispielsweise in der Komödie Boys, Girls & a Kiss, in dem sie die Rolle der „Megan“ übernahm. Es folgten Projekte wie zum Beispiel Seven and a Match, New Suit und The Big Time, die im US-Fernsehen und -Kino ausgestrahlt wurden.
Sie spielte auch in der Miniserie Taken des Regisseurs Steven Spielberg mit, in der es um Aliens geht. Für ihre Rolle als „Mary Crawford“ war sie für einen Saturn-Award als beste Nebendarstellerin nominiert.
Donahue machte ihren Abschluss 1991 an der Upper Darby High School und ihren Hochschulabschluss an der University of Arts in Philadelphia (1995).
Im Jahre 2005 übernahm sie eine der Hauptrollen im US-Horror-Film Manticore – Blutige Krallen (u. a. mit Robert Beltran).
Der Film The Morgue (unter anderem mit Bill Cobbs) erschien 2008 im Videoverleih und auf DVD.

## Filmographie
- 1997: Raw: Stripped to the Bone (TV)
- 1999: Sticks and Stones: Investigating the Blair Witch
- 1999: Blair Witch Project (The Blair Witch Project)
- 2000: Home Field Advantage
- 2000: Boys, Girls & a Kiss (Boys and Girls)
- 2001: Seven and a Match
- 2001: Outer Limits – Die unbekannte Dimension (The Outer Limits, Fernsehserie, Folge 7x04)
- 2002: The Walking Hack of Asbury Park
- 2002: New Suit
- 2002: The Big Time (TV)
- 2002: Taken (Steven Spielberg Presents Taken, Fernsehserie, 5 Folgen)
- 2003: Without a Trace – Spurlos verschwunden (Without a Trace, Fernsehserie, 1 Folge)
- 2005: Manticore – Blutige Krallen (Manticore, TV)
- 2007: The Morgue